# The Least We Can Do Is Wave to Each Other
The Least We Can Do Is Wave to Each Other è il secondo album in studio del gruppo progressive inglese dei Van der Graaf Generator.

## Il disco
In questo disco si afferma lo stile del gruppo, qui ancora con una formazione a cinque elementi. Il titolo è una citazione di John Minton, come viene spiegato da Peter Hammill nelle note del disco. La frase completa è "We're all awash in a sea of blood, and the least we can do is wave to each other".

## Tracce[2][3]
Testi e musiche di Peter Hammill, eccetto dove indicato.
Lato A
1. Darkness (11/11) – 7:28
2. Refugees – 6:23
3. White Hammer – 8:15

Durata totale: 22:06
Lato B
1. Whatever Would Robert Have Said? – 6:07
2. Out Of My Book – 4:08 (Peter Hammill, David Jackson)
3. After The Flood – 11:29

Durata totale: 21:44

### Tracce bonus

#### Edizione rimasterizzata del 2005[4]
1. Boat Of Millions of Years (B-Side del singolo del 1970) – 3:50
2. Refugees (single version) (A-Side del singolo del 1970) – 5:24

## Formazione[2]
- Peter Hammill - voce, chitarra acustica, pianoforte in Refugees
- Hugh Banton - organo Hammond, organo Farfisa, voce di supporto
- Guy Evans - Batteria, percussioni
- Nic Potter - Basso elettrico, chitarra elettrica
- David Jackson - sax tenore, sax alto, flauto, voce di supporto

### Altri musicisti
- Mark Hurwitz - violoncello in Refugees
- Gerry Salisbury - cornetta in White Hammer